# Mythimna pseudaletiana
Mythimna pseudaletiana är en fjärilsart som beskrevs av Emilio Berio 1973. Mythimna pseudaletiana ingår i släktet Mythimna och familjen nattflyn. Inga underarter finns listade i Catalogue of Life.